# 2019-es szlovákiai elnökválasztás
2019. március 16-án rendezték Szlovákiában az 5. közvetlen köztársasági elnökválasztást. A második fordulóra március 30-án került sor. A második fordulóba Zuzana Čaputová és  Maroš Šefčovič került, közülük a szavazatok 58,40 százalékával Čaputová végzett az első helyen, Šefčovič pedig a szavazatok 41,59 százalékával a második lett. Čaputová lett Szlovákia addigi történetének legfiatalabb és első női államfője.
A 2014 óta hivatalban lévő államfő, Andrej Kiska nem indult el a választáson egy második terminusért.

## Választási rendszer
A választás közvetlen, az egész ország egy körzetnek számít. Ha a választás első fordulójában valaki megszerzi a szavazatok több mint 50%-át, akkor ő lesz az elnök, különben a két legtöbb szavazatot kapott jelölt jut a második fordulóba, és a második forduló győztese lesz Szlovákia új államfője.
A megmérettetésen az vehet részt, aki legalább 15 000 állampolgári aláírást összegyűjt, vagy legalább 15 szlovákiai parlamenti képviselő támogatja. Az aláírásokat 2019. január 31-ig kellett bemutatni.

## Jelöltek
Az elnökválasztáson 13 jelölt közül lehet választani.
|  | Kép                   | Név                   | Életkor | Támogató párt(ok)                              | Egyéb                                                            |
|  | --------------------- | --------------------- | ------- | ---------------------------------------------- | ---------------------------------------------------------------- |
|  | Bugár Béla            | Bugár Béla            | 60      | Most–Híd                                       | pártelnök, parlamenti képviselő, a szlovákiai parlament alelnöke |
|  | Zuzana Čaputová       | Zuzana Čaputová       | 45      | PS (az SaS, az OĽaNO és a SPOLU támogatásával) |                                                                  |
|  | Eduard Chmelár        | Eduard Chmelár        | 47      | független                                      |                                                                  |
|  | Martin Daňo           | Martin Daňo           | 42      | független                                      |                                                                  |
|  | Štefan Harabin        | Štefan Harabin        | 61      | független                                      | a Legfelsőbb Bíróság bírója, volt elnöke                         |
|  | Marian Kotleba        | Marian Kotleba        | 41      | ĽSNS                                           | pártelnök, képviselő                                             |
|  | Milan Krajniak        | Milan Krajniak        | 46      | Család Vagyunk                                 | képviselő                                                        |
|  | František Mikloško    | František Mikloško    | 71      | független (az OKS és KDH támogatásával)        |                                                                  |
|  | Maroš Šefčovič        | Maroš Šefčovič        | 52      | független (a Smer–SD támogatásával)            | az Európai Bizottság szlovákiai biztosa, alelnöke                |
|  | Nincs róla kép        | Róbert Švec           | 42      | független                                      |                                                                  |
|  | Bohumila Tauchmannová | Bohumila Tauchmannová | 60      | független                                      |                                                                  |
|  | Nincs róla kép        | Juraj Zábojník        | 56      | független                                      |                                                                  |
|  | Ivan Zuzula           | Ivan Zuzula           | 64      | SKS                                            |                                                                  |

### Visszalépett
|  | Kép             | Név             | Életkor | Támogató párt(ok)                           | Egyéb                                                                      |
|  | --------------- | --------------- | ------- | ------------------------------------------- | -------------------------------------------------------------------------- |
|  | Menyhárt József | Menyhárt József | 42      | MKP                                         | pártelnök; 2019. február 19-én Robert Mistrík javára visszalépett          |
|  | Robert Mistrík  | Robert Mistrík  | 52      | független (az SaS és a SPOLU támogatásával) | vegyészprofesszor; 2019. február 26-án Zuzana Čaputová javára visszalépett |

## Közvélemény-kutatások
Várható szavazatarányok százalékban.
| Időszak              | Készítő   | Jelöltek | Jelöltek | Jelöltek | Jelöltek | Jelöltek | Jelöltek | Jelöltek | Jelöltek | Jelöltek | Jelöltek | Jelöltek | Jelöltek | Jelöltek       | Jelöltek | Jelöltek |
| Időszak              | Készítő   | Čaputová | Šefčovič | Mistrík  | Harabin  | Kotleba  | Bugár    | Mikloško | Krajniak | Chmelár  | Menyhárt | Daňo     | Zuzula   | Tauch- mannová | Švec     | Zábojník |
| -------------------- | --------- | -------- | -------- | -------- | -------- | -------- | -------- | -------- | -------- | -------- | -------- | -------- | -------- | -------------- | -------- | -------- |
| 2018. december 6–10. | AKO       | 11       | –        | 17       | 13       | 7        | 16       | 10       | 12       | 8        | 2        | N/A      | N/A      | N/A            | N/A      | N/A      |
| 2019. február 21–26. | Focus     | 26,3     | 20,4     | 13,1     | 13       | 8,5      | 5,8      | 4,3      | 4,3      | 2        | –        | 0,7      | 0,1      | 0,1            | 0,7      | 0,7      |
| 2019. február 22–25. | AKO       | 27,5     | 17,1     | 16,8     | 11,7     | 4,5      | 5,9      | 3,9      | 6,1      | 2,2      | –        | 2,6      | N/A      | N/A            | N/A      | N/A      |
| 2019. február vége   | Focus     | 44,8     | 22,1     | –        | 12       | 8,2      | 3,2      | 3,5      | 2,4      | 2,5      | –        | 0,9      | 0,0      | 0,0            | 0,3      | 0,1      |
| 2019. február 27–28. | AKO       | 52,9     | 16,7     | –        | 11,4     | 5,6      | 4,1      | 3,1      | 2,4      | 1,5      | –        | 1,0      | 0,5      | 0,5            | 0,2      | 0,1      |
| 2019. március 17–19. | Median SK | 60,5     | 39,5     | –        | –        | –        | –        | –        | –        | –        | –        | –        | –        | –              | –        | –        |

A választás előtti kéthetes moratórium miatt 2019. március 2-től tilos a közvélemény-kutatások eredményének közzététele Szlovákiában. 
Štefan Harabin 2019. március 1-jén manipulációnak nevezte az utolsó közölt közvélemény-kutatási eredményeket.

## Eredmények
|                                                     | 1. forduló                 | 1. forduló                 | 2. forduló                 | 2. forduló                 |
| --------------------------------------------------- | -------------------------- | -------------------------- | -------------------------- | -------------------------- |
| Részvételre jogosultak száma                        | 4 429 033                  | 100%                       | 4 419 883                  | 100%                       |
| Szavazók száma - ebből érvénytelen - ebből érvényes | 2 158 212 12 848 2 145 364 | 48,73% (100%) 0,60% 99,40% | 1 847 115 38 130 1 808 985 | 41,79% (100%) 2,06% 97,94% |
| Jelöltek                                            | Szavazatok                 | Szavazatok                 | Szavazatok                 | Szavazatok                 |
| Jelöltek                                            | Száma                      | Aránya (%)                 | Száma                      | Aránya (%)                 |
| Zuzana Čaputová                                     | 870 415                    | 40,57                      | 1 056 582                  | 58,40                      |
| Maroš Šefčovič                                      | 400 379                    | 18,66                      | 752 403                    | 41,59                      |
| Štefan Harabin                                      | 307 823                    | 14,34                      |                            |                            |
| Marian Kotleba                                      | 222 935                    | 10,39                      |                            |                            |
| František Mikloško                                  | 122 916                    | 5,72                       |                            |                            |
| Bugár Béla                                          | 66 667                     | 3,10                       |                            |                            |
| Milan Krajniak                                      | 59 464                     | 2,77                       |                            |                            |
| Eduard Chmelár                                      | 58 965                     | 2,74                       |                            |                            |
| Martin Daňo                                         | 11 146                     | 0,51                       |                            |                            |
| Róbert Švec                                         | 6 567                      | 0,30                       |                            |                            |
| Juraj Zábojník                                      | 6 219                      | 0,28                       |                            |                            |
| Ivan Zuzula                                         | 3 807                      | 0,17                       |                            |                            |
| Bohumila Tauchmannová                               | 3 535                      | 0,16                       |                            |                            |
| Robert Mistrík *                                    | 3 318                      | 0,15                       |                            |                            |
| Menyhárt József *                                   | 1 208                      | 0,05                       |                            |                            |
| Összesen                                            | 2 145 364                  | 100,00                     | 1 808 985                  | 100,00                     |

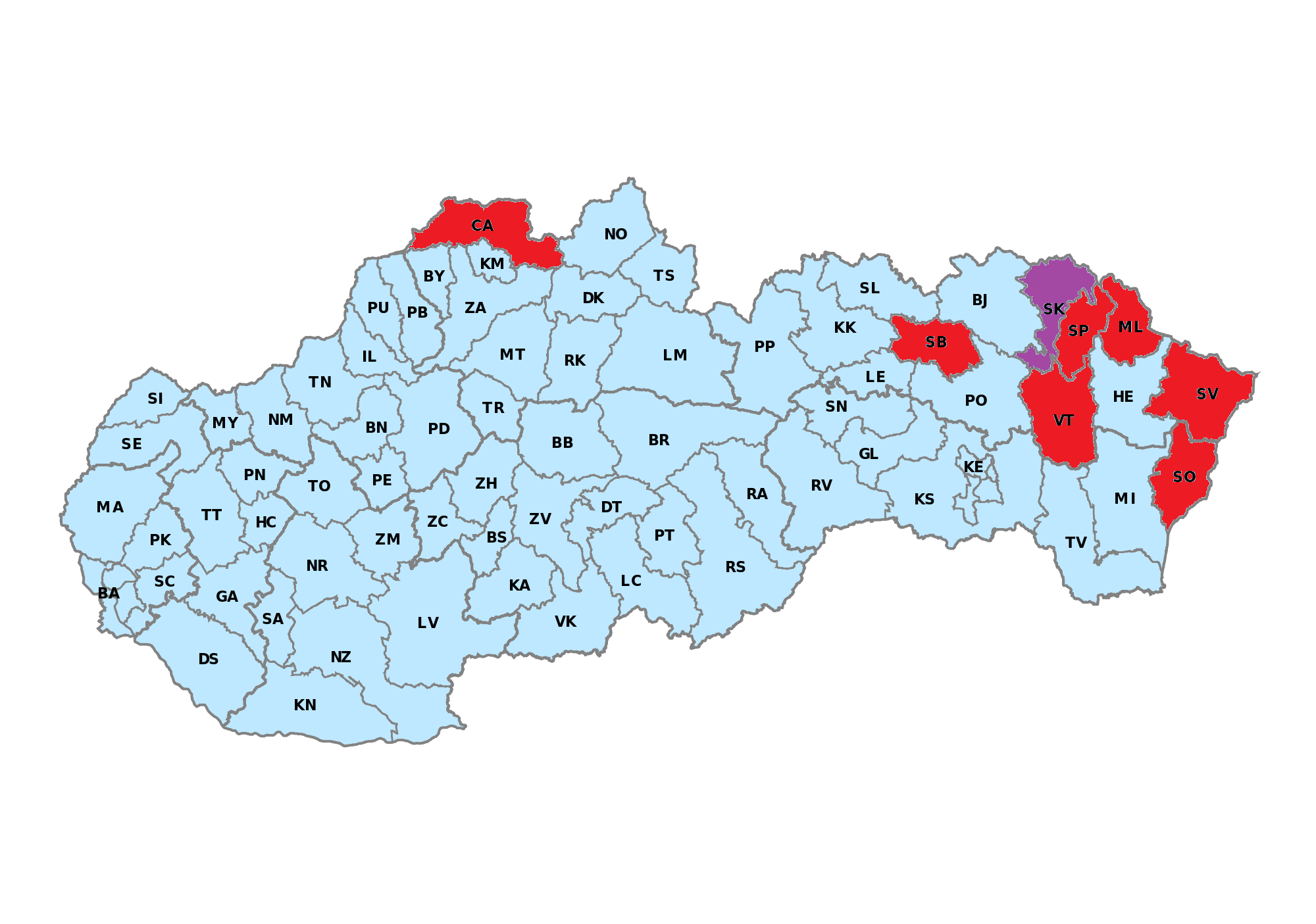
Az első forduló győztesei járások szerint

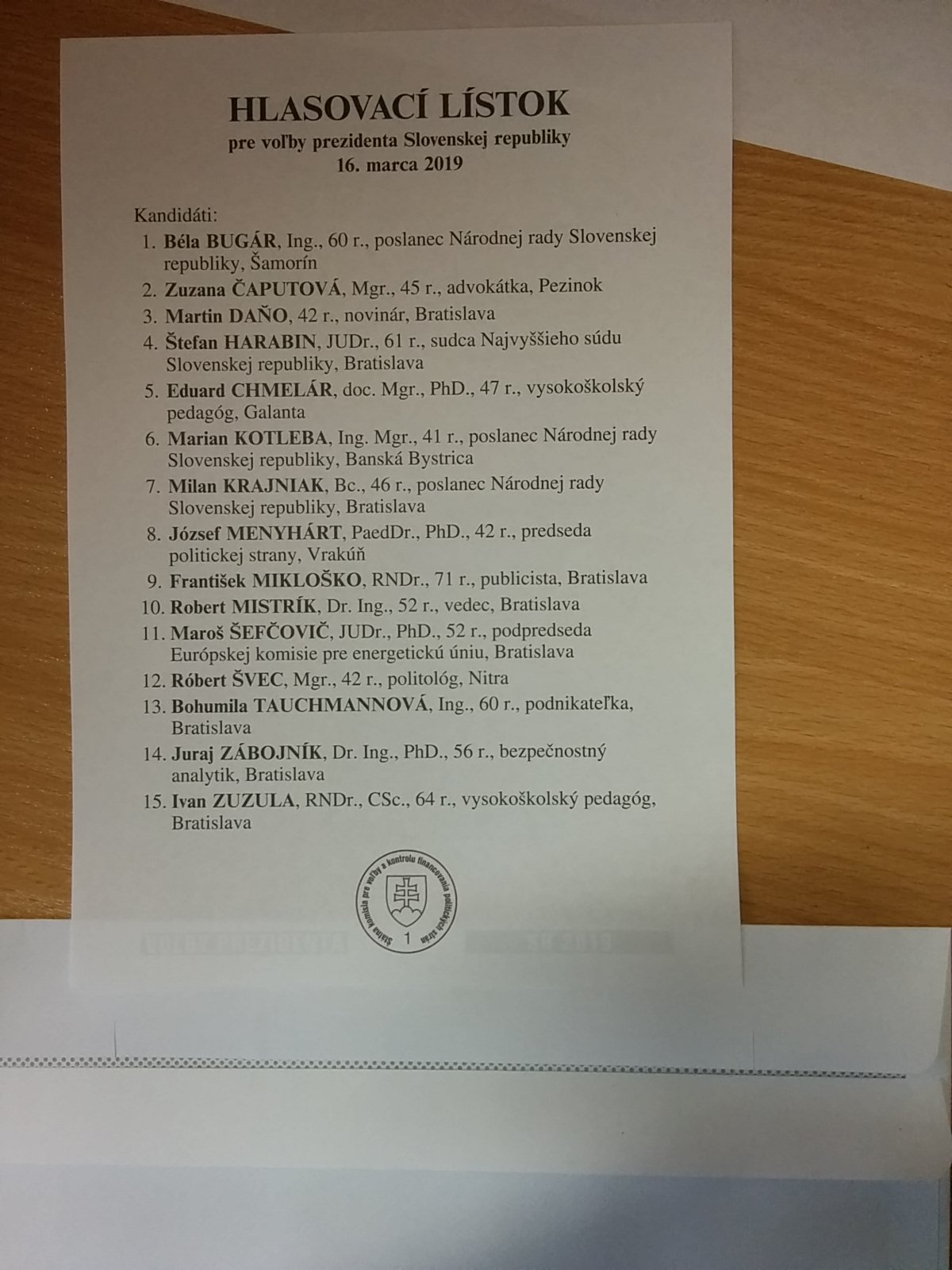
Az első forduló szavazólapja

* A választás előtt visszalépett, neve a szavazólapok korai kinyomtatása miatt szerepelt a szavazólapon.

## Politikai következmények
A elnökválasztáson Zuzana Čaputová nyert, ő lett Szlovákia legfiatalabb és első női államfője. Az elnökválasztások történetében e választás második fordulójában volt a legalacsonyabb a részvétel, és Čaputová az addigi legkisebb szavazatszámmal megválasztott államfő. Valószínűleg a második fordulóba be nem jutott jelöltek, elsősorban Marian Kotleba  hívei közül sokan otthon maradtak vagy érvénytelenül szavaztak. A megválasztott új államfő 2019. június 15-én lép hivatalba.

## Külső hivatkozások
- A 2019-es elnökválasztás honlapja – Szlovákia Statisztikai Hivatala (szlovákul és angolul)
- Igazi politikai valóságshow a szlovákiai elnökválasztás – Mérce.hu, 2019. március 10.
- Az első forduló eredménye térképen járásonként és településenként – Denník N, 2019. március 17. (szlovákul)
- A főbb jelöltek első fordulós támogatottsága térképen – Denník N, 2019. március 18. (szlovákul)